# Liste von Postfahrzeugen

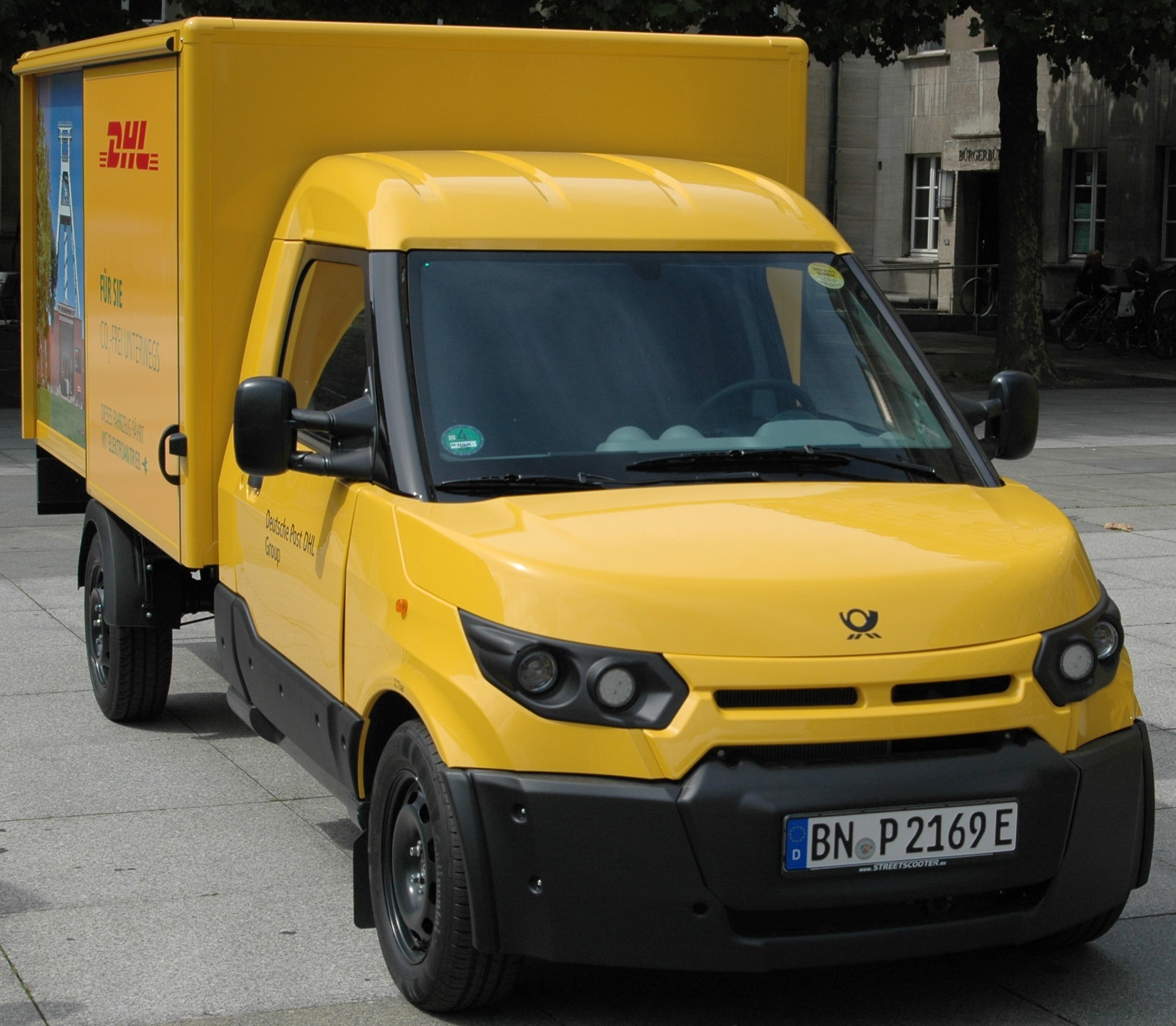
Elektro-Streetscooter (Eigenproduktion der Deutschen Post)

Die  Liste der Postfahrzeuge umfasst eine Auswahl von Fahrzeugen aller Art, die für den Transport von Postsendungen verwendet werden oder verwendet wurden und meist im Eigentum eines Postunternehmens sind.

## Landfahrzeuge
| Bezeichnung                                                  | Antrieb        | Nutzung                 | Information | Bild |
| ------------------------------------------------------------ | -------------- | ----------------------- | --- | ---- |
| Handwagen                                                    | Muskelkraft    | direkte Briefzustellung | |      |
| Postfahrrad                                                  | Muskelkraft    | direkte Briefzustellung | |      |
| Postfahrrad                                                  | Elektro        | direkte Briefzustellung | |      |
| Postschlitten                                                | Muskelkraft    | direkte Briefzustellung | |      |
| Moped                                                        | Motorbetrieben | Straße                  | Modell Hercules Lastboy: ein vornehmlich für die Postbeförderung der Deutschen Bundespost entwickeltes Moped der Hercules-Werke |      |
| Motorroller                                                  | Motorbetrieben | Straße                  | Modell Heinkel Tourist: - teilweise mit Beiwagen - Spezialanhänger, der zur Entleerung direkt unter den Briefkasten gefahren werden konnte |      |
| Motorroller                                                  | Motorbetrieben | Straße                  | Modelle: Zündapp Bella, Zündapp RS 50 |      |
| Kleinlieferwagen                                             | Motorbetrieben | Straße                  | Modell VW Fridolin: extra für die Postbeförderung der Deutschen Bundespost entwickelt |      |
| Elektrofahrzeuge                                             | Elektro        | Straße                  | Beispiel: Ein häufiges Transportmittel zwischen dem Bahnpostamt Hühnerposten und dem Bahnhof Hamburg-Altona |      |
| Elektrofahrzeuge                                             | Elektro        | Straße                  | Streetscooter |      |
| Elektrofahrzeuge                                             | Elektro        | Straße                  | Modell Kyburz DXP: verbreitet u. a. in der Schweiz |      |
| Lastkraftwagen                                               | Motorbetrieben | Straße                  | |      |
| Postbus (Österreich) (ehem. Österreichische Post, heute ÖBB) | Motorbetrieben | Straße                  | |      |
| Postauto (Schweizerische Post)                               | Motorbetrieben | Straße                  | |      |
| Kraftpost (Deutschland)                                      | Motorbetrieben | Straße                  | - meist auch zur Personenbeförderung genutzt - direkter Nachfolger der Postkutsche, seit 1965 Postreisedienste - heute noch in Österreich vorhanden ohne Postsendungen |      |
| Begleitroboter                                               | Elektro        | Gehweg                  | Modell PostBOT: Testphase (2018-2019) |      |
| Bahnpost                                                     | Strom          | Schiene                 | |      |
| Straßenbahnen                                                | Strom          | Schiene                 | Dienten in der Anfangszeit auch als Postfahrzeuge. Beispiele: - Poststraßenbahn Frankfurt am Main (1901 bis 1951) - Österreich: Von 1914 bis 1932 wurde die postalische Beförderung zwischen Harland und St. Pölten durch die Straßenbahn St. Pölten übernommen. - Schweiz: Anfang des 20. Jahrhunderts wurden den Strassenbahnen Zürich ↔ Höngg ↔ Limmattal Wagen der Post angehängt. |      |
| Post-U-Bahnen                                                | Strom          | Schiene                 | Dienten dem internen Sendungstransport. Beispiele: - München von 1910 bis 1988 - London Post Office Railway von 1927 bis 2004 - U-Bahn Zürich von 1938 bis 1981 - Allesamt fuhren ohne Fahrer und wurden mit einem Maschinenbediener gesteuert. |      |
| Post-Lore                                                    |                | Schiene                 | Auf der Halligbahn Dagebüll–Oland–Langeneß wurde die Post teilweise mit einer Segellore zugestellt. |      |
| Postreiter                                                   | Reittier       |                         | - Bote zu Pferde oder Transport mit anderen Tragtieren - heute selten |      |
| Postkutschen                                                 | Zugtiere       |                         | historisch |      |
| Postschlitten mit Pferdegespann                              | Pferde         |                         | - Deutsche Reichspost - ursprünglich ab 1939 im Erzgebirge/Vogtland - heute nur noch im Tharandter Wald |      |

## Wasserfahrzeuge
| Bezeichnung  | Antrieb     | Nutzung   | Information                                                           | Bild |
| ------------ | ----------- | --------- | --------------------------------------------------------------------- | ---- |
| Postboote    | Motor       | Wasserweg |                                                                       |      |
| Postkähne    | Muskelkraft | Wasserweg | beispielsweise z. T. in der Mecklenburger Seenplatte und im Spreewald |      |
| Postbarkasse | Motor       | Wasserweg | im Hamburger Hafen                                                    |      |
| Postschiffe  | Motor       | Wasserweg | in Norwegen: Hurtigruten, in Deutschland: Deutsche Schiffspost        |      |
| Postsegler   | Windkraft   | Wasserweg | z. B. Hiorten                                                         |      |
| Kabelleger   |             | Wasserweg | nicht zum Transport von Postsendungen                                 |      |

## Luftfahrzeuge
siehe auch: Flugpost, Flugpost am Rhein und am Main
| Bezeichnung                                                 | Antrieb   | Nutzung                              | Information | Bild |
| ----------------------------------------------------------- | --------- | ------------------------------------ | --- | ---- |
| Frachtflugzeuge                                             | Motor     | Luftweg                              | - z. B. Modell Blohm & Voss BV 142: eigens für den transatlantischen Postflug entwickelt - Katapultflug - Schleuderflug |      |
| Flugboote                                                   | Motor     | Luftweg mit Wasserstart und -landung | Modell Short Mayo Composite: Kombination aus einem viermotorigen Flugboot und einem viermotorigen Schwimmerflugzeug     |      |
| Wasserflugzeug                                              | Motor     | Luftweg                              | Modell Blohm & Voss Ha 139: für den Katapultstart von Schiffen entwickeltes Wasserflugzeug für den Posttransport        |      |
| Ballonpost                                                  | Windkraft | Luftweg                              | - historisch - z. B. in Frankreich, Deutschland, Polen                                                                  |      |
| Postrakete                                                  |           | Luftweg                              | versuchsweise in den 1930er Jahren                                                                                      |      |
| Unbemanntes Luftfahrzeug für Pakete, sog. „DHL-Paketkopter“ |           | Luftweg                              | seit 26. September 2014 im Probebetrieb zwischen Juist und Norden, Entwicklung im August 2021 eingestellt               |      |